# Дебелокљуна чигра
Дебелокљуна чигра (лат. Gelochelidon nilotica), раније лат. Sterna nilotica, је чигра из породице Laridae. Широко је распрострањена и гнезди се на раштрканим локалитетима у Европи, Азији, северозападној Африци и Америци. Аустралијска дебелокљуна чигра (Gelochelidon macrotarsa) раније се сматрала подврстом.

## Таксономија
Дебелокљуну чигру формално је описао 1789. године немачки природњак Јохан Фридрих Гмелин у свом ревидираном и проширеном издању дела „System a Naturae“ Карла фон Линеа. Сврстао ју је са чиграма у род Sterna и сковао биномско име Sterna nilotica.  Гмелин је свој опис засновао на „египатској чигри“ коју је 1785. године описао енглески орнитолог Џон Латам у својој књизи „A General Synopsis of Birds“. Латам је заузврат засновао свој извештај на оном шведског природњака Фредерика Хаселквиста, објављеном 1757. године. Дебелокљуна чигра је премештена у васкрснути род Gelochelidon на основу молекуларне филогенетске студије објављене 2005. године. Род је 1830. године увео немачки зоолог Алфред Брем. Име рода комбинује старогрчку реч gelaō што значи „смејати се“ и реч khelidōn што значи „гутати“. Специфични епитет nilotica потиче од латинског niloticus што значи „са реке Нил“.
Препознато је пет подврста:
| Слика | Подврста                                          | Дистрибуција |
| ----- | ------------------------------------------------- | --- |
|       | Gelochelidon nilotica nilotica ( Гмелин, 1789)    | номиновани, налази се у Европи, Северној Африци преко Блиског истока и јужно-централне Азије до западне Кине и Тајланда                 |
|       | Gelochelidon nilotica affinis (Horsfield, 1821)   | налази се у Трансбајкалији до Манџурије, Јапана, јужне и источне Кине преко југоисточне Азије до Филипина, Борнеа, Сулавесија и Суматре |
|       | Gelochelidon nilotica aranea ( Wilson, 1814)      | налази се у источном и јужном делу Сједињених Држава, на Великим Антилима                                                               |
|       | Gelochelidon nilotica vanrossemi (Bancroft, 1929) | налази се од јужне Калифорније до северозападног Мексика                                                                                |
|       | Gelochelidon nilotica gronvoldi (Mathews, 1912)   | пронађено од Француске Гвајане до североисточне Аргентине                                                                               |

## Опис
Ово је прилично велика и снажна чигра, сличне величине и општег изгледа као дугокљуна чигра, али је карактеристична по кратком, дебелом кљуну попут галебовог, широким крилима, дугим ногама и робусном телу. Летња одрасла јединка има сиви горњи део тела, бели доњи део тела, црну капу, снажан црни кљун и црне ноге. Оглашавање је карактеристичан "кер-вик". Птица је 33-42 цм у дужини и 76-91 цм у распону крила. Телесна маса се креће од 150-292 гр.
Зими се капа губи, а кроз око се појављује тамна мрља попут форстерове чигре или црноглавогог галеба. Младе дебелокљуне чигре имају блеђу маску, али иначе веома личе на одрасле јединке током зиме.
Младе дугокљуне чигре имају кратак кљун и често се мешају са дебелокљуним чиграма тамо где је ова друга врста ретка, као што је случај на обалама Северног мора.

## Распрострањеност и станиште
Гнезди се у топлијим деловима света у јужној Европи, умереној и источној Азији, обема обалама Северне Америке, источној Јужној Америци. Ова птица има неколико географских подврста које се разликују углавном по величини и мањим детаљима перја.
Сви облици показују расејање након размножавања, али северне врсте које се размножавају су највише миграторне, зимујући на југу до Африке, Кариба и северне Јужне Америке, јужне Азије и Новог Зеланда.
Дебелокљуна чигра је једна од врста на коју се примењује Споразум о очувању афричко-евроазијских птица селица водених станишта (AEWA).

## Понашање и екологија

### Гнежђење
Дебелокљуна чигра се гнезди у колонијама на језерима, мочварама и обалама (укључујући заливе и земљане насипе). Гнезди се у удубљењу у земљи и полаже од два до пет јаја. Иако је широко распрострањена у слатководним подручјима Евроазије, повезана је готово искључиво са слановодним, приобалним подручјима Северне Америке.

### Исхрана и храњење
Ово је донекле нетипична чигра, по изгледу слична чигри из породице "Sterna", али са навикама исхране сличнијим мочварним чиграма из породице "Chlidonias", црној чигри и белокрилој чигри . Обично не рони за рибом као остале беле чигре и има богатију исхрану од већине осталих чигри. Углавном се храни инсектима ухваћеним у лету, а често лови и по влажним пољима, па чак и у жбунастим подручјима, како би ловила водоземце и мале сисаре. Такође се храни опортунистички, и примећено је да скупља и храни се мртвим вилиним коњицима са пута.

## Галерија
- Негнездећа дебелокљуна чигра у Чилика, Одиша, Индија
- Млади/ Прва зима у Чилики, Одиша, Индија
- у резервату за дивље животиње Кришна, Андра Прадеш, Индија
- Gelochelidon nilotica vanrossemi у Националном резервату за дивље животиње Сан Дијега
- Канал Казинга, Уганда